# Princesa Caraboo
Mary Baker (nascida Mary Willcocks) (1791 - 24 de dezembro de 1864) foi uma mulher britânica que usou o título fictício de Princesa Caraboo, Baker fingiu ser pretendente do reino da ilha de Javasu no Oceano Índico.  